# 旭川師管区
旭川師管区（あさひかわしかんく）は、1945年4月1日に、日本陸軍が徴兵などの軍事行政と地域防衛のために全国を区分けして設けた師管区の一つである。北海道と樺太（南樺太）を範囲とした。北部軍管区の下にあった。区内は旭川連隊区・札幌連隊区・函館連隊区・釧路連隊区・豊原連隊区に分けられた。旭川師管区司令部が管轄し、旭川師管区部隊が置かれた。敗戦後もしばらく続き、翌1946年3月31日に廃止された。

## 概要
師管区は従来の師管を改称したもので、地域防衛の担当地域であると同時に、徴兵・補充の単位となる地域でもある。旭川師管区の前身は旭川師管で、区域の変更はない。旭川師管は留守第7師団が管轄しており、その司令部を改称して旭川師管区司令部とした。留守師団の補充隊はいったん復帰（解散）し、あらたに師管区部隊の補充隊を編成する形式をとった。
行政的には千島列島を含む北海道と樺太を管轄したが、防衛担任地域からは樺太、千島列島、色丹郡が除かれていた。

## 師管区部隊
師管区司令官
- 国崎登 予備役中将：1945年（昭和20年）3月19日 - 11月

師管区参謀長
- 酒匂純夫 大佐：1945年4月1日 -

師管区兵務部長
- 稲川直衛 少将：1945年3月31日 -

### 最終所属部隊
連隊区司令官（兼地区司令官）
- 札幌連隊区司令官：中代豊治郎 予備役少将（陸士22期）
- 旭川連隊区司令官：清水正雄 少将（陸士21期）
- 函館連隊区司令官：松尾英一 予備役少将（陸士19期）
- 釧路連隊区司令官：助川静二 予備役少将（陸士19期）
- 豊原連隊区司令官：柳勇 予備役少将（陸士25期）

補充隊
- 旭川歩兵第1補充隊：広江重郎 大佐（陸士27期）
- 旭川歩兵第2補充隊：今不二雄 大佐（陸士27期）
- 旭川歩兵第3補充隊：倉嶋佳雄 大佐（陸士24期）
- 旭川砲兵補充隊：瀧沢嘉準 少佐
- 旭川工兵補充隊：戒谷末槌 少佐
- 旭川輜重兵補充隊：伊藤善三郎 少佐
- 旭川通信補充隊：渡辺輝雄 大尉

陸軍病院
- 旭川陸軍病院：小竹豊 軍医大佐